# Êxitos
Êxitos é o primeiro álbum de grandes êxitos da cantora portuguesa Ana Malhoa, lançada a 8 de agosto de 2006. O álbum reúne os sucessos da artista desde o lançamento de seu primeiro álbum de estúdio a solo, 
homônimo, de 2000. Durante este período de 6 anos, Ana Malhoa configurou-se como a principal cantora pop de Portugal, com 5 Galardões de Ouro e mais de 50 mil cópias vendidas neste período. O álbum atingiu o 7º lugar do Top Oficial da AFP, a tabela semanal dos 30 álbuns mais vendidos em Portugal, tendo ficado nesta listagem um total de 19 semanas, recebendo o galardão de disco de ouro.

## Faixas
| N.º | Título                                             | Compositor(es)             | Duração |  |
| 1.  | "Nobre Coração" (Inédita)                          | Jorge do Carmo, Ana Malhoa | 4:08    |  |
| 2.  | "Faça Chuva ou Faça Sol" (Inédita)                 | Jorge do Carmo, Ana Malhoa | 3:36    |  |
| 3.  | "Reggae do Amor" (Inédita)                         | Jorge do Carmo, Ana Malhoa | 4:43    |  |
| 4.  | "Tenho Medo a Voltar a Apaixonar-me" (Inédita)     | Jorge do Carmo, Ana Malhoa | 4:37    |  |
| 5.  | "Diz-me Que Sim" (Inédita)                         | Jorge do Carmo, Ana Malhoa | 3:25    |  |
| 6.  | "Tengo Miedo de Volver A Enamorarme" (Inédita)     | Jorge do Carmo, Ana Malhoa | 4:35    |  |
| 7.  | "Se Deus Me Ajudar" (de Eu Sou Latina, 2004)       | Jorge do Carmo, Ana Malhoa | 3:59    |  |
| 8.  | "Eu Sou Latina" (de Eu Sou Latina, 2004)           | Jorge do Carmo, Ana Malhoa | 3:57    |  |
| 9.  | "Vem Dançar Junto de Mim" (de Eu Sou Latina, 2004) | Jorge do Carmo, Ana Malhoa | 3:36    |  |
| 10. | "Banho de Lua" (de Eu, 2003)                       | Jorge do Carmo, Ana Malhoa | 4:03    |  |
| 11. | "Sinto" (de Eu, 2003)                              | Jorge do Carmo, Ana Malhoa | 4:17    |  |
| 12. | "Tu És Meu" (de Eu, 2003)                          | Jorge do Carmo, Ana Malhoa | 3:22    |  |
| 13. | "Por Amor" (de Por Amor, 2001)                     | Jorge do Carmo, Ana Malhoa | 3:50    |  |
| 14. | "Para Ter o Teu Sabor" (de Por Amor, 2001)         | Jorge do Carmo, Ana Malhoa | 3:31    |  |
| 15. | "Já Não Espero" (de Por Amor, 2001)                | Jorge do Carmo, Ana Malhoa | 3:21    |  |
| 16. | "Teu Corpo Ardente" (de Ana Malhoa, 2000)          | Jorge do Carmo, Ana Malhoa | 3:57    |  |
| 17. | "Amor Que Não Vivi" (de Ana Malhoa, 2000)          | Jorge do Carmo, Ana Malhoa | 3:06    |  |
| 18. | "Onde Estão" (de Ana Malhoa, 2000)                 | Jorge do Carmo, Ana Malhoa | 3:53    |  |

## Posições
| Paradas (2006) | Posições |
| -------------- | -------- |
| Portugal - AFP | 7        |

| País / Certificadora | Certificação | Vendas |
| -------------------- | ------------ | ------ |
| Portugal AFP         | Ouro         | 15.000 |

## Histórico de lançamento
| País     | Data                    | Formato          | Gravadora |
| -------- | ----------------------- | ---------------- | --------- |
| Portugal | 8 de agosto de 2006     | CD               | Espacial  |
| Mundo    | 25 de fevereiro de 2015 | Download Digital | Espacial  |